# Бруновский, Альбин
Альбин Бруновский (словац. Albín Brunovský; 25 декабря 1935 — 20 января 1997) — словацкий художник, дизайнер, литограф, иллюстратор и педагог. Народный художник ЧССР (1985). Наиболее известен как иллюстратор детских книг. Албин также был преподавателем Братиславской высшей школы изобразительных искусств и дизайнером последней серии банкнот чехословацкой кроны. Считается одним из лучших словацких художников XX века.

## Биография

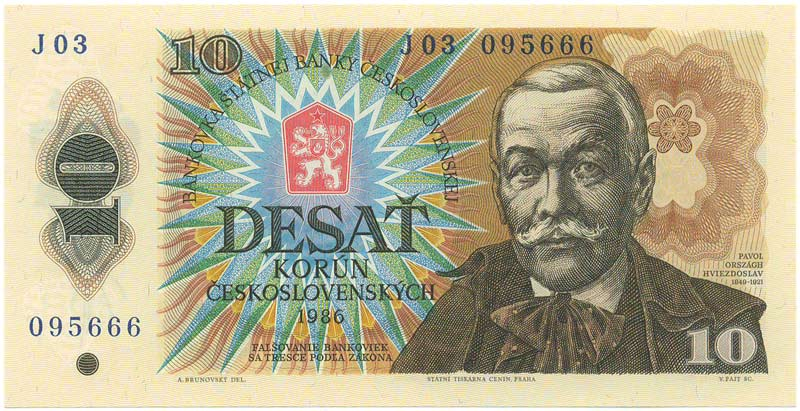
Банкнота 10 крон. Дизайнер А. Бруновский

Альбин Бруновский родился в чехословацком городке Зохор (ныне район Малацки Братиславского края Словакии), на Рождество 25 декабря 1935 года. Начинал как театральных художник, рисовал плакаты. Учился в Братиславской высшей школе изобразительных искусств под руководством профессора Винсента Хлозника в 1955-1961 годах. Позже Бруновский сам стал преподавателем этой высшей школы, работал там в 1966-1990 годах, с 1981 года был назначен профессором. В 1980-х года стал автором серии банкнот чехословацкой кроны, позднее рисовал марки
В течение своей карьеры Бруновский экспериментировал с различными графическими приёмами, на сюжет его произведений оказывали влияние как поэзия с литературой, так и другие художники. Во время учёбы он использовал технику гравюры на дереве и линогравюры. Вскоре после этого, однако, он начал экспериментировать со «скребком» и мелкой литографией. Офорт был характерен для его графического искусства в середине 1960-х годов. Он был также и живописцем. Многие из его иллюстраций были сделаны в акварели, позднее он написал даже несколько крупных работ.
Так же как с течением времени развивалось его мастерство в различных техниках, так же и менялось его видение как художника. В раннем творчестве Бруновского были сильны сюрреалистические тенденции, а именно тенденции к индивидуализму и абсурду и бесконтрольной игре подсознания. Позже его работа стала более оценочной и критической для человека по отношению к себе и обществу.

## Награды и премии
Среди многочисленных наград Альбина Бруновского Золотая медаль Биеннале иллюстрации в Братиславе (1967) за иллюстрации к сказке «Русалочка» Х. К. Андерсена, Золотое яблоко Биеннале иллюстрации в Братиславе (1977, 1981). В 1985 году ему было присвоено звание Народного художника ЧССР.